# ギチベラ
ギチベラ (学名: Epibulus insidiator)は、スズキ目ベラ科に属する海水魚である。インド太平洋の熱帯・亜熱帯域に広く生息し、日本でも琉球列島などの南日本で普通にみられる。雌性先熟の性転換を行うことで知られ、成長した幼魚はまずメスとして成熟したのち、その中で最優位の個体が大型のオスになる。オス個体は全長35センチメートルほどになる。成長の過程や、性別、環境などによって体色は変化に富む。下顎を外すようにして、口を大きく突出させられることも大きな特徴である。口を素早く突出させると同時に水を吸い込むことで、小魚や甲殻類を捕食する。煮付けなどにして食用とされることもある。

## 分類と名称
ギチベラはスズキ目のベラ科(Labridae)、ギチベラ属 (Epibulus )に分類される。
本種は1770年にドイツの動物学者ペーター・ジーモン・パラスによって、Sparus insidiator という学名で初記載された。その後、1815年にフランスの博物学者ジョルジュ・キュヴィエが本種をタイプ種としてギチベラ属Epibulus を創設した。そのため現在有効な本種の学名はEpibulus insidiator である。
標準和名のギチベラのほか、沖縄県では「ウーヤマグナー」、「タンメータニクーヤー」などと呼ばれる。

## 形態

### 概要

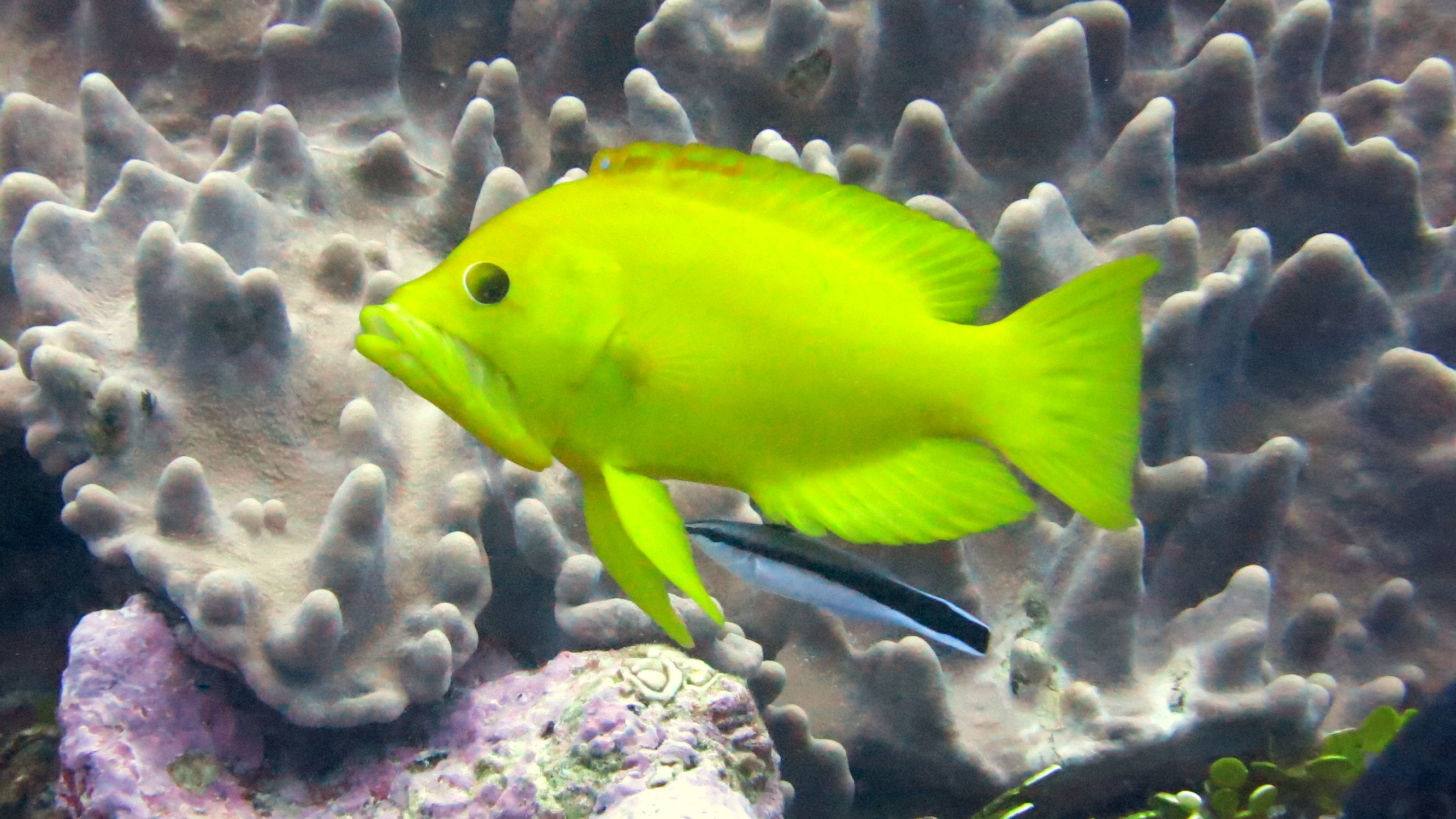
鮮やかな黄色の体色を示すメス個体

オスの全長は35センチメートル程度である。後述の通り雌性先熟の性転換を行うため、メスの個体はそれより小型である。オスは最大で標準体長54センチメートルに達した記録がある。オスは尾鰭の上葉と下葉が糸状に伸長する。背鰭は9 - 10棘条と9 - 11軟条を、臀鰭は3棘条と8 - 9軟条をもつ。
色彩は変異に富み、同じ個体でも環境や感情によって変化することがある。オスの躯幹部は大部分が灰褐色だが、背側は黄色く、また体側面に1本の黄色横帯が入る。頭部は灰色になり、眼を通って1本の細い黒色縦帯が入る。オスの体にある鱗は暗色で縁取られる。メスの個体は鮮やかな黄色、または暗褐色である。幼魚は黒褐色の体に細い白色横帯が4本入るほか、目の周りに放射状に白線が入る。黄色の斑点を持つ中間的な体色の個体も出現することがある。

### 口の突出

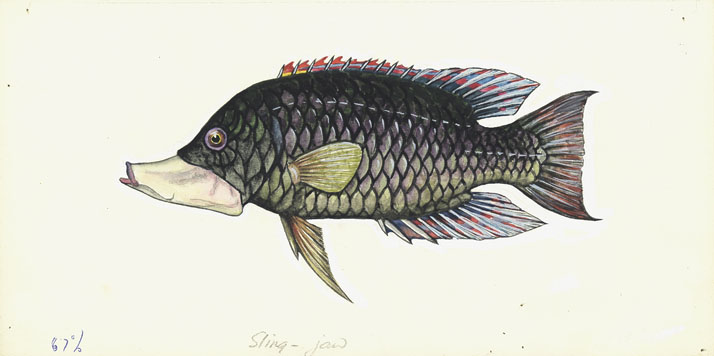
口を突出した状態の本種

本種の最も目立った特徴とも言えるのが、下顎を外すようにして口を筒状に著しく突出させられることである。最大で頭部の長さの65%まで口を伸ばすことができるとも言われており、これは魚類の中でも最長の部類である。口の突出速度は秒速2.3メートルにも達し、口を伸ばすと同時に水を吸い込むことで捕食を行なう。

### 類似種との識別
同属のEpibulus brevis との識別については、「同属種」節を参照。幼魚はヤシャベラ(Cheilinus fasciatus )によく似るが、本種の幼魚には背鰭と臀鰭後端に目玉模様があることで識別できる。

## 分布
本種はインド太平洋の広い地域でみられ、分布域はインド洋のアフリカ東岸からマダガスカル、紅海などを経て太平洋に広がり、東はジョンストン島、北は日本、南はニューカレドニアまで達する。ハワイ諸島でもごく少数ながら記録がある。 オーストラリア北部ではフートマン・アブロラス諸島からクイーンズランド州沖の珊瑚海まで生息する。
日本では和歌山県、および奄美大島以南の琉球列島で普通にみられる。

## 生態
ラグーンや沖合の岩礁、サンゴ礁などの浅所で海底を泳ぐのがよくみられる。成魚はあまり人をおそれず、ダイバーにとって観察しやすい魚である。幼魚は内湾でサンゴの枝の間に生活し、成魚とは異なり神経質でダイバーの前にはあまり姿を現さない。小型の甲殻類や魚類を捕食する。捕食の際はサンゴや石の隙間にいる獲物にゆっくりと近づいたのち、素早く口を突出して獲物を吸い込む。泳ぎは早くなく、ヘラヤガラ (Aulostomus chinensis)が本種について泳ぐ行動も観察されている。ホンソメワケベラ (Labroides dimidiatus)によるクリーニングを受けることもある。
雌性先熟の性転換を行い、幼魚が10センチメートルほどになると成熟したメスとして繁殖にかかわり、その後メスの中で最優位の個体がさらに大型化してオスになる。繁殖期にはオスの色がくっきりとしてきて、尾鰭を上げて背鰭に付け、臀鰭は反対に下げるという独特の体勢で普段より高い所を泳ぐ。沖縄や奄美における繁殖期は5月から9月頃である。オスは500 - 1,000平方メートルの縄張りをもち、その下に5 - 10匹のメスが集まる。産卵は満潮時にサンゴ礁の小高い場所で起こる。産卵の際、オスが胸鰭を羽ばたくようにして体を震わせ素早く泳ぐと、複数匹のメスがそれに促されゆっくりと浮かび上がる。その後メスのうち1匹がオスに急接近し、寄り添って2 - 3メートルほど上昇する。その場所で2匹はUターンしながら放卵・放精を行う。メスはその後海底に向かうが、オスは再び中層に戻って別のメスと産卵を行う。

## 人間との関係
本種は生息域の多くで食用のために漁獲される。奄美や沖縄では煮付けにして食される。その他観賞魚として流通することもある。グアムにおける調べでは、2008年までの20年間で、漁獲された本種の体サイズに特に変化はないという。このことなどから国際自然保護連合(IUCN)は本種の保全状況を低危険種(LC)と評価している。

## 同属種

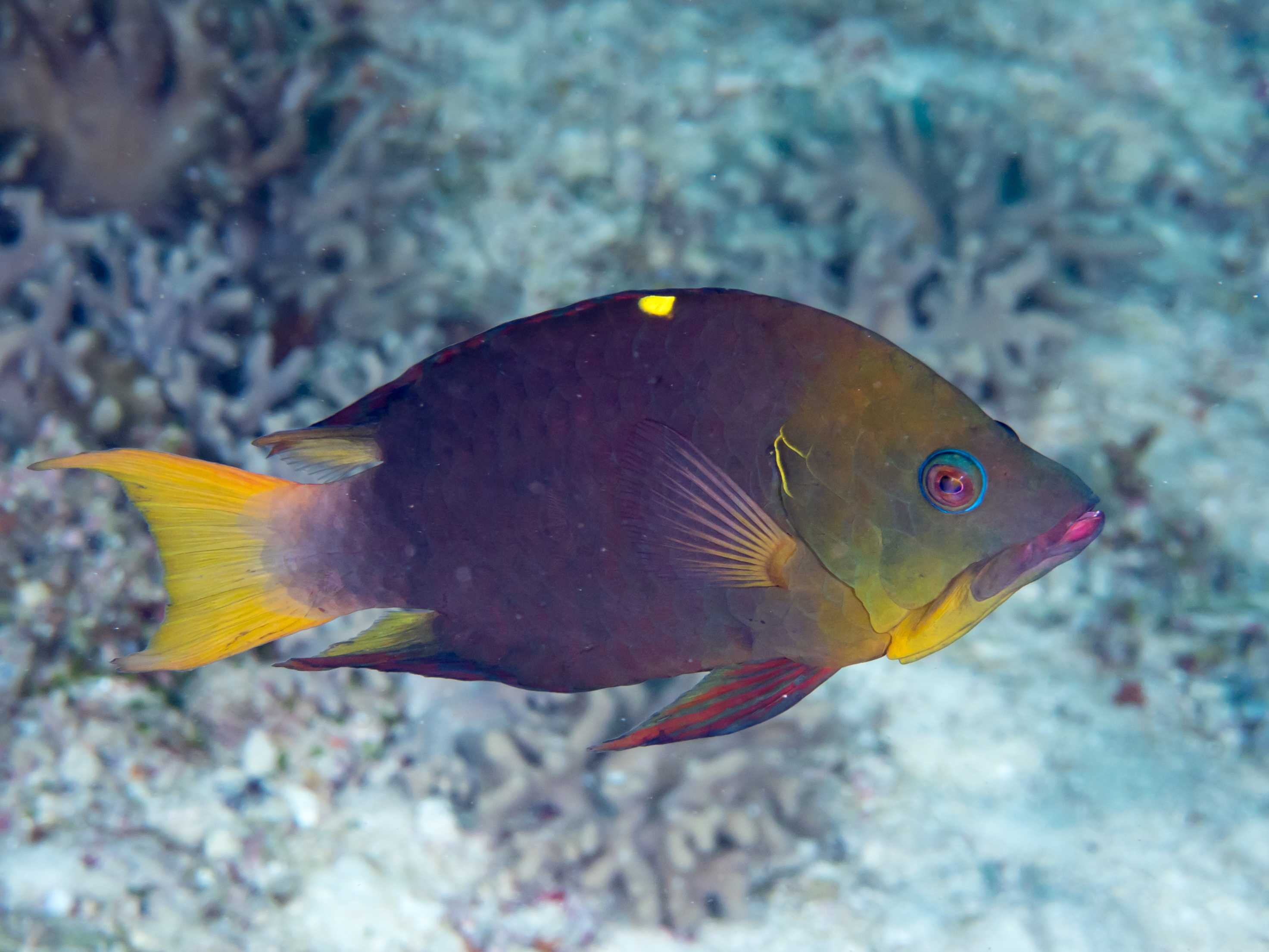
同属種のEpibulus brevis

ギチベラ属 Epibulus Cuvier, 1815 はキュヴィエによって1815年に創設されて以降、長らく本種のみを含む単型の属であったが、2008年にE. brevis が記載され、現在では2種がみとめられている。
Epibulus brevis Carlson, Randall & Dawson, 2008
オーストラリア北部やインドネシア、ニューギニア、フィリピン、パラオ、ソロモン諸島などに生息する。ギチベラとは、オスについては体色が地味であること、メスについては胸鰭が長く黒色を帯びることで識別できる。